# Yaminahua jezik
Yaminahua jezik (ISO 639-3: yaa), jezik porodice pano kojim govori oko 1 390 Yaminahua Indijanaca u tri južnoameričke države. Govori se poglavito u Peruu (750; 2003 SIL); 500 u Brazilu (ISA) u državi Acre; i 140 u Boliviji (Adelaar 2000).
Pripada užoj podskupini yaminahua-sharanahua. Dijalekti su mu yaminahua i chitonahua (morunahua, moronahua, foredafa, horudahua, horunahua), a etnički su podijeljeni na nekoliko podgrupa: Masronahua (Masrodawa), Nishinahua (Nishidawa), Chitonahua (Chitodawa), Shaonahua (Shaodawa).

## Vanjske poveznice
- Ethnologue (14th)
- Ethnologue (15th)